# Kırköy, Muş
Kırköy là một thị trấn thuộc thành phố Muş, tỉnh Muş, Thổ Nhĩ Kỳ. Dân số thời điểm năm 2011 là 2.138 người.